# Аи Мулини (Белуно)
Аи Мулини (итал. Ai Mulini) је насеље у Италији у округу Белуно, региону Венето.
Према процени из 2011. у насељу је живело 55 становника. Насеље се налази на надморској висини од 343 м.